# کیبیچوئو، اوکایاما
کیبیچوئو، اوکایاما (به لاتین: Kibichūō, Okayama) یک منطقهٔ مسکونی در ژاپن است که در استان اوکایاما واقع شده‌است. کیبیچوئو  ۱۴٬۵۴۶ نفر جمعیت دارد.